# Richard Allestree
Richard Allestree ou Allestry (Uppington, Shropshire, 1619 – Eton, 28 de janeiro de 1681) foi um religioso realista e reitor do Eton College a partir de 1665.

## Biografia
Filho de Robert Allestree, descendente de uma antiga família de Derbyshire, Allestree nasceu em Uppington, Shropshire. Foi educado em Coventry e mais tarde em Christ Church, Oxford, sob a direção de Richard Busby. Ingressou como plebeu em 1636, se tornou estudante pouco depois, e graduou-se em Bachelor of Arts, em 1640 e em Masters of Arts em 1643.
Em 1642 se juntou ao exército do rei, sob o comando de Sir John Biron. Quando as forças parlamentares chegaram a Oxford, Allestree escondeu os objetos de valor de Christ Church, e os soldados não encontraram nada na tesouraria, "exceto uma única moeda". Allestree escapou de severas punições apenas porque o exército se retirou da cidade. Esteve presente na batalha de Edgehill em outubro de 1642, após o que, enquanto corria para Oxford para se preparar para a visita do rei em Christ Church, foi capturado por uma tropa de soldados do Lorde Say, de Broughton House, e logo depois posto em liberdade na rendição do lugar pelas forças do rei. Em 1643 esteve novamente no serviço militar, realizando "todos os deveres de um soldado comum" e "frequentemente segurando seu mosquete em uma mão e seu livro na outra". No final da Guerra civil inglesa, retornou aos seus estudos, tomou ordens sagradas, foi feito censor e se tornou um "distinto tutor".
Allestree permaneceu um realista fervoroso. Votou a favor do decreto da universidade contra o Pacto, e, recusando-se a aceitar os visitantes parlamentares em 1648, foi expulso. Encontrou um retiro como capelão na casa de Francis Newport, mais tarde Visconde de Newport, a cujo serviço viajou para a França. Em seu retorno, reuniu-se a dois de seus amigos, John Dolben e John Fell, mais tarde, respectivamente Arcebispo de Iorque e Bispo de Oxford, e posteriormente juntou-se à casa de Sir Antony Cope de Hanwell, perto de Banbury. Allestree agora estava frequentemente empenhado na realização de despachos entre o futuro Carlos II de Inglaterra e realistas simpatizantes. Em maio de 1659 trouxe uma ordem de Carlos em Bruxelas, orientando Brian Duppa, o Bispo de Salisbury, para convocar todos os bispos para consagrar clérigos para várias sés a fim de "garantir a continuação da ordem na Igreja da Inglaterra", então em perigo de extinção.
Quando regressava de uma dessas missões, no inverno antes da Restauração, Allestree foi preso em Dover e ficou prisioneiro no Lambeth Palace, usado como prisão para realistas, mas foi liberto após algumas semanas por interferência, entre outros, do Lorde Shaftesbury. Na Restauração ele se tornou cônego da Christ Church, Doctor of Divinity e conferencista da cidade em Oxford. Em 1663, foi feito capelão do rei e Regius Professor of Divinity. Em 1665 foi nomeado reitor do Eton College, e provou ser um administrador capaz. Trouxe ordem às finanças desorganizadas do colégio e adquiriu a confirmação do decreto de William Laud, que reservava cinco das bolsas de estudo de Eton para os membros do King's College. Suas reformas nos prédios do colégio foram menos bem sucedidas; para a "Escola Superior", construída por ele com suas próprias custas, quase ficou em ruínas durante o seu período de vida, e foi substituída pela atual estrutura em 1689. Allestree foi sepultado na capela do Eton College, onde há uma inscrição em latim em sua memória.

## Obras
Entre seus escritos estão:
- The Privileges of the University of Oxford in point of Visitation (1647)--um folheto respondido por William Prynne no University of Oxford's Plea Rejected
- 18 sermões, dos quais 15 pregados perante o rei... (1669)
- 40 sermões dos quais 21 foram agora publicados pela primeira vez... (2 vols., 1684)
- sermões publicados separadamente, incluindo A Sermon on Acts xiii. 2, (1660)
- A Paraphrase and Annotations upon all the Epistles of St Paul (coautoria com Abraham Woodhead e Obadiah Walker, 1675, ver edição de 1853 e prefácio por W. Jacobson).

Nos Cases of Conscience de Thomas Barlow, Bispo de Lincoln (1692), está incluído o julgamento de Allestree sobre o Caso do Divórcio do Sr. Cottington. Uma participação na composição, se não a única autoria, dos livros publicados sob o nome do autor de The Whole Duty of Man foi atribuído a Allestree (Anecdotes, ii. 603, de John Nichols), e a tendência da crítica moderna é a de considerá-lo o autor. Suas palestras, com as quais ele estava insatisfeito, não foram publicadas.
Allestree era um homem de amplo conhecimento, de ponto de vista moderado e um excelente pregador. Era generoso e caridoso, de "uma bondade sólida e masculina", e de um temperamento quente, mas completamente sob controle.